# Alexandru Munteanu
Alexandru Munteanu (n. 2 septembrie 1990 în municipiul Craiova, județul Dolj) este un interpret de chitară clasică, flamenco și jazz.

## Biografie
Alexandru Munteanu Arhivat în 31 decembrie 2008, la Wayback Machine. a debutat în municipiul Craiova. Până în clasa a VII-a a fost elev al Liceului de matematică-fizică "Nicolae Bălcescu", în prezent "Carol I", pentru ca din clasa a VIII-a și până în clasa a X-a, inclusiv, să urmeze cursurile Liceului de artă "Marin Sorescu", din orașul natal, specializarea chitară clasică, instrument principal, (profesori George Mitrache și Maria Șopov) și pian, instrument secundar. În aceeași perioadă a mai luat lecții de chitară de la prof. Daniel Castravete și Andrei Bană. Din anul școlar 2007-2008, s-a transferat în clasa a XI-a la Liceul de muzică "George Enescu" din București, avându-l ca profesor de chitară pe lect. univ. dr. Cătălin Ștefănescu-Pătrașcu, de la Universitatea Națională de Muzică din Capitală, iar printre colegii de clasă pe chitariștii Ruben Diaz(Andalusian Guitar luthier too) Mircea Gogoncea, Radu Paradovschi, Cristina Ciortan și Cătălin Vlad. În vara anului 2008, după întoarcerea din turneul din Spania, a călătorit și a cântat în Austria, Germania și Franța.

## Experiență
A studiat și interpretează piese de chitară clasică, jazz-blues, flamenco și caffe-concert. În perioada 2005-2007, a format un duet de chitară clasică și jazz cu Tudor Irimescu, susținând recitaluri la diferite manifestări culturale din Craiova. În aceeași perioadă, a făcut parte din trupa de muzică de cameră a Liceului de Artă "Marin Sorescu" din Craiova, alături de Monica Bălășoiu (vioară), Cristi Munteanu (violoncel) și Ioana Dârvă (pian). Pe 19 octombrie 2006, a participat la master-class-ul organizat la Craiova de Alexandru Tomescu (vioara), Horia Mihail (pian) și Răzvan Suma (violoncel), programul prezentat de Alexandru Munteanu, acompaniat la pian de Ioana Dârvă, fiind înregistrat și difuzat de TVR Cultural. Pe 23 octombrie 2006, în sala de concerte a Liceului "Marin Sorescu", a susținut, împreună cu Orchestra Filarmonică "Oltenia" din Craiova, sub bagheta maestrului Alexandru Iosub, partea a doua, Adagio, din Concertul de Aranjuez pentru chitară și orchestră, de Joaquín Rodrigo. Cu aceeași lucrare a câștigat preselecția pentru "Programul național de promovare a tinerelor talente", inițiat de Felicia Filip, câștigând, împreună cu Anca Pârlea și Ciprian Oraveț (vioară), dreptul de a participa la mega-concertul "Filippissima", susținut pe scena Teatrului Liric din Craiova, alături de soprană și trupa Iris. În acest concert, Alexandru Munteanu a interpretat fragmente din "Capriciile" lui N. Paganini. A colaborat cu trupa de muzică latino și jazz "Timba", din București, condusă de Nicu Dumitrescu.
În perioada 04-15 iulie 2008, la invitația maestrului Octav Calleya, a făcut un turneu în Spania, în regiunea Andaluzia, unde a cântat Concertul în Re major, de Antonio Vivaldi, și Concertul de Aranjuez pentru chitară și orchestră, de Joaquín Rodrigo, alături de Orchestra Filarmonică Națională și Orchestra Națională de Cameră din Republica Moldova. A susținut 9 concerte în următoarele localități: Malaga, Gaucin, Benaojan, Genalguacil, Mijas, Mancha Real, Alozaina, Cuevas de San Marcos și Sayalonga, fiind dirijat de Maria Del Mar, Juany Martinez de la Hoz Casas și Martha Sanchez. La Malaga l-a cunoscut pe Niño Miguel, celebrul chitarist de flamenco, cu care a cântat și de la care a primit lecții de armonie. A cântat în Craiova, pe 24 octombrie 2008, alături de Orchestra Filarmonică "Oltenia", dirijor Octav Calleya și urmează să pregătească două turnee la Râmnicu-Vâlcea și Târgoviște, dirijor Alexandru Iosub, și celălalt în Republica Moldova, alături de Orchestra Filarmonică Națională de la Chișinău, dirijor Octav Calleya. A avut mai multe emisiuni în direct și înregistrări la TVR 1, TVR 2, TVR3, TVR Internațional, TVR Cultural, TVR Craiova, TV Malaga, TVS Craiova, Radio "Oltenia" Craiova.

## Repertoriu
- Concertul de Aranjuez pentru chitară și orchestră, de Joaquín Rodrigo
- Capriciu arab, de Francisco Tarrega
- Tarantella de Cătălin Ștefănescu-Pătrașcu
- Le Decameron Noir, de Leo Brouwer
- Danza del Altiplano, de Leo Brouwer
- Verde Selva, de Juan Serrano
- Adelita, de Francisco Tarrega
- Air Montagnard, de Matteo Carcassi
- Serenadă spaniolă, de J. Malatz
- Romanța anonimă
- Variațiuni pe o temă din Flautul fermecat de Mozart, de Fernando Sor
- Variațiuni pe o temă din Traviata de Verdi, de Francisco Tarrega
- Concertul în Re major, pentru chitară și orchestră, de Antonio Vivaldi; Preludiu de J.S. Bach
- Loulou, de Marc Kalifa
- Zambra, de Juan Serrano
- Studiile 1,3,6 de Villa Lobos
- Asturias, de Isaac Albeniz
- Capriciul 24, de N. Paganini
- En los cuenas, de Paco Pena
- Passacalia, de Gaspar Sanz
- Chacona, de Gaspar Sanz
- Dans cubanez, de Villa Lobos (două chitare)
- Milonga, de Jorge Cardoso (două chitare)
- Liber tango, de Astor Piazzola (vioară-chitară)
- Caffe 1930, de Astor Piazzola (vioară-chitară)
- En los trigales, de Joaquín Rodrigo
- Almoraima, de Paco de Lucia
- Entre dos aguas, de Paco de Lucia
- Mediterann Sundance, de Paco de Lucia
- Rio Ancho, de Paco de Lucia

## Concursuri
- Internaționale
  - Premiul I la Concursul Internațional de interpretare "George Georgescu" ediția a XV-a 17-20 mai 2007, Tulcea.
  - Premiul al II-lea la Concursul Internațional de interpretare "George Georgescu" ediția a XIV-a 18-21 mai 2006, Tulcea.
  - Premiul al II-lea la Concursul Internațional de interpretare "George Georgescu" editia a XIII-a 26-29 mai 2005, Tulcea.
  - Mențiune la Concursul Internațional de interpretare din Brașov, ediția I 18-20 martie 2005.

- Naționale
  - Premiul al III-lea la Olimpiada de interpretare instrumentală, vocală și studii teoretice etapa națională 2007 Cluj Napoca.
  - Premiul Special al Fundației Române de Chitară la concursul Național de chitară clasică, Alba Iulia 25-27 noiembrie 2005 ediția a IV-a.
  - Premiul al II-lea la Concursul național de interpretare instrumentală a elevilor din școlile și liceele de artă - faza zonală Târgu Jiu 4-5 martie 2005.